# San Luis La Herradura
San Luis La Herradura è un comune del dipartimento di La Paz, in El Salvador.